# Cryptonatica huanghaiensis
Cryptonatica huanghaiensis is een slakkensoort uit de familie van de Naticidae. De wetenschappelijke naam van de soort is voor het eerst geldig gepubliceerd in 2008 door Zhang.